# 나세르 알샴라니
나세르 알샴라니(아랍어: ناصر الشمراني, 1983년 11월 23일 ~ )는 사우디아라비아의 전 축구 선수로 현역 시절 포지션은 공격수였다.
과거 알웨흐다(2003년 ~ 2007년), 알샤바브(2007년 ~ 2013년) 소속으로 뛰었으며 2007년 AFC 아시안컵, 2011년 AFC 아시안컵에서 사우디아라비아 대표로 참가했다. 2014년 아시아 축구 연맹이 선정한 아시아 올해의 축구 선수로 선정되었다. 2015년 AFC 아시안컵은 대회 개막 직전에 일어난 부상으로 인해 참가하지 못했다.